# Nigel Bishop
Nigel Bishop (n. Saint George, 23 de diciembre de 1976) es un exfutbolista granadino que jugó en la demarcación de delantero para el GBSS Demerara Mutual de la Liga de fútbol de Granada, la liga más importante del país.

## Biografía
En 2001 debutó como futbolista profesional con el GBSS Demerara Mutual cuando contaba con 25 años. Desde entonces, y hasta su retiro en 2019, jugó siempre en el mismo club. En 2005 fue el máximo goleador de la liga con 15 tantos. Además fue convocado por la selección de fútbol de Granada un total de 19 veces, llegando a marcar 5 goles. Además jugó la clasificación para la Copa Mundial de Fútbol de 2006 y la clasificación para la Copa Mundial de Fútbol de 2010, no llegando a clasificarse en ninguno de los dos casos.

## Clubes
| Club                 | País    | Año         |
| -------------------- | ------- | ----------- |
| GBSS Demerara Mutual | Granada | 2001 - 2019 |

## Palmarés

### Distinciones individuales
| Título                                          | Club                 | País    | Año  |
| ----------------------------------------------- | -------------------- | ------- | ---- |
| Máximo goleador de la Liga de fútbol de Granada | GBSS Demerara Mutual | Granada | 2005 |